# ابو جحیفه
وهب بن عبدالله بن مسلمه، معروف به ابوجحیفه از یاران پیامبرمحمد و علی بود. او از قبیله بنی سوعه بن عامر بن صاععه بود. زمانی که محمد از دنیا رفت، تقریباً نوجوان بود. علی در دوران خلافت خود، او را به سرپرستی نگهبانان شهر و بیت المال منصوب کرد و به او لقب «وهب الخیر» داد. درنبرد نهروان در لشکر علی حضور داشت و با او به مدائن رفت. او احادیثی دربارهٔ اذان، قبله و اثبات امامت دوازده امامی نقل کرده‌است
این احادیث در منابع اهل سنت نقل شده‌است. پس از رحلت یاران قدیمی محمد در کوفه، وی از مراجع فقه و حدیث بود. وی در زمان حکومت بشر بن مروان در عراق درگذشت و آخرین یاران محمد بود که در کوفه درگذشت. احادیث او در کتب اهل سنت آمده‌است.

## احادیث
- یکی از احادیث ابوجحیفه که برای شیعه مهم است و در منابع اهل سنت به عنوان دلیل بر دوازده امام ذکر شده‌است، حدیثی است که محمد گفت بعد از او دوازده خلیفه خواهند بود که همگی از قریش هستند.[۳][۴][۵][۶]
- از ابو جحیفه روایت شده‌است: محمد را در مکه دیدم در حالی که در چادری با چرم قرمز بود. بلال حبشی برای وضوی خود آبی آوردو وضو گرفت. سپس محمد وضو گرفت. بلال اذان گفت حیاءالاٱلصلاةِ (بشتابید به سوی نماز) حیاءالا الفلاح (بشتابید به سوی رستگاری). بعد چوبی نیزه مانند در مقابل بلال نصب کردند و در حالی که احشام از جلوی آنها می‌گذشتند نماز خواندند و مانع عبور آنها نمی‌شدند.[۷]
- هنگامی که علی در زمان خلافت خود بر منبر مسجد کوفه صحبت می‌کرد، ابوجحیفه از او پرسید: آیا چیزی دربارهٔ محمد نوشتی که در میان مردم نباشد؟ او جواب می‌دهد! ما از محمد چیزی ننوشتیم جز قرآن و آنچه در این کتاب است.[۸]
- شریف الرضی در نهج البلاغه روایتی از ابو جحیفه نقل می‌کند که می‌گوید: اولین جهادی که در آن شکست می‌خورید جهاد با دست و سپس جهاد با زبان و سپس جهاد با قلب است؛ بنابراین، کسی که با قلب خود خوبی‌ها را نشناسد و از بدی‌ها دوری نکند، ارزش‌ها در او از بین می‌رود و رذایل رشد می‌کند.[۹]